# Waldemar Haffkine
Waldemar Mordechai Wolff Haffkine CIE (în ucraineană Володимир Мордехай-Вольф Хавкін – transl. „Volodîmîr Mordehai-Volf Havkin”; în rusă Мордехай-Вольф Хавкин; n. 15 martie 1856, Berdeansk, Imperiul Rus – d. 25 octombrie 1930, Lausanne, cantonul Vaud, Elveția) a fost un bacteriolog francez născut la Odesa, Imperiul Rus. A emigrat în Franța și a lucrat la Institutul Pasteur din Paris, unde a dezvoltat un vaccin împotriva holerei pe care l-a folosit cu succes în India. El este recunoscut ca fiind primul microbiolog care a dezvoltat și folosit vaccinuri împotriva holerei și a pestei. A testat vaccinurile pe el însuși. Chirurgul Joseph Lister l-a numit un „salvator al umanității”.

## Viață timpurie
Numele de naștere a fost Vladimir (Markus-Volf) Aaronovici Havkin (în rusă Владимир (Маркус-Вольф) Аaронович Хавкин). A fost al patrulea dintre cei cinci copii ai lui Aaron și Rosalie (fiica lui David-Aïsic Landsberg), o familie de evrei în care tatăl era director de școală la Berdeansk, Imperiul Rus (azi Ucraina). A fost educat la Odesa, Berdeansk și Sankt Petersburg.
Tânărul Haffkine a fost membru al Ligii evreiești pentru autoapărare din Odesa. El a fost rănit apărând o casă evreiască în timpul unui pogrom. Pentru asta a fost arestat, dar ulterior eliberat datorită intervenției biologului Ilia Mecinikov.
Haffkine și-a continuat studiile din 1879 până în 1883 cu Mecinikov. A fost, de asemenea, angajat la muzeul zoologic din Odesa din 1882 până în 1888. După asasinarea țarului Alexandru al II-lea⁠(d) (1881) autoritățile au reprimat tot mai mult oamenii pe care îi considerau suspecți, inclusiv intellighențiia⁠(d) (intelectualitatea rusă). Exclus în 1888 din funcția de profesor din cauza că era evreu, lui Haffkine i s-a permis să emigreze în Elveția, unde și-a început munca la Universitatea din Geneva. În 1889 li s-a alăturat lui Mecinikov și Louis Pasteur la Paris, la noul Institutul Pasteur, unde a fost angajat ca singurul bibliotecar.

## Activitate medicală

### Studii protozoologice
Haffkine și-a început cariera științifică ca protozoolog și protistolog⁠(d), sub tutela lui Ilia Mecinikov la Universitatea Imperială Novorossiia din Odesa și mai târziu la Institutul Pasteur din Paris. Cercetările sale timpurii au fost asupra protistelor precum Astasia, Euglena și Paramecium; tot el a desfășurat cele mai timpurii studii asupra Holospora⁠(d), un parazit bacterian al Paramecium. La începutul anilor 1890, Haffkine și-a îndreptat atenția spre bacteriologia practică.
Genul de euglenide Khawkinea este numit în cinstea lui Haffkine (cu numele transliterat din alfabetul chirilic ca „Mardochée-Woldemar Khawkine”) pentru studiile timpurii asupra euglenidelor publicate în reviste franceze.

### Vaccinul împotriva holerei

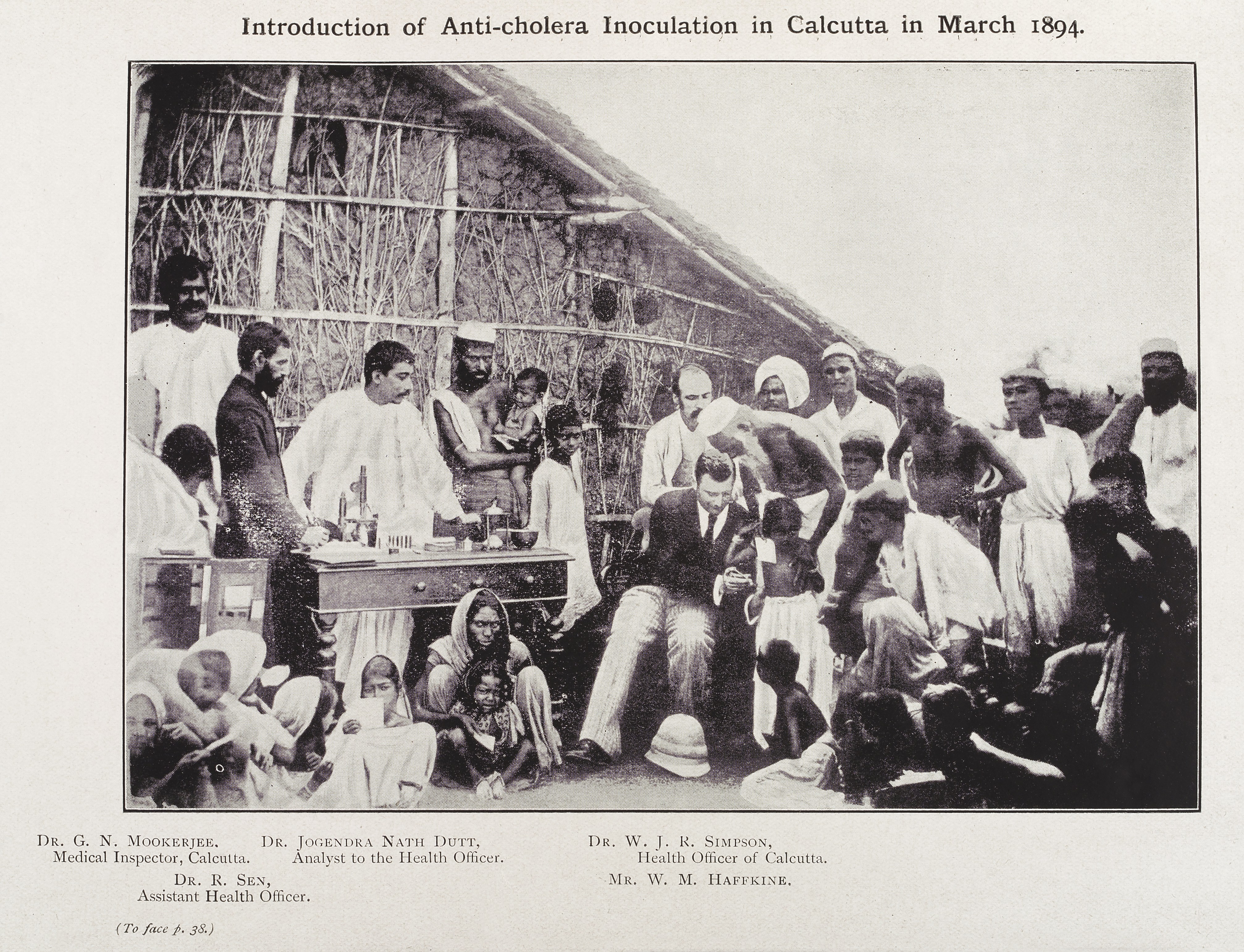
Haffkine în timpul campaniei de vaccinare împotriva holerei din Calcutta, martie 1894

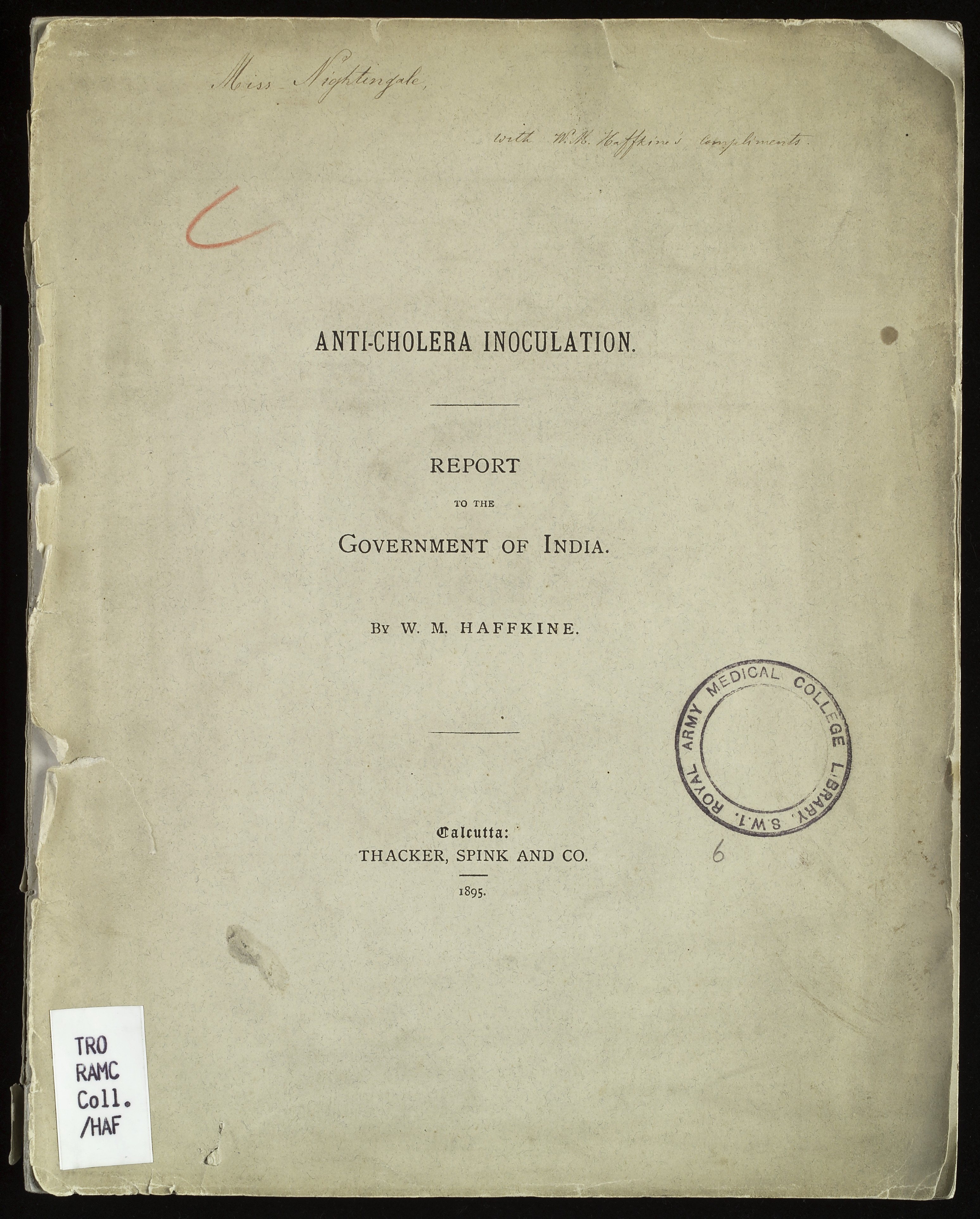
Raportul lui Haffkine despre campania de vaccinare împotriva holerei, 1895

La sfârșitul secolului al XIX-lea Asia și Europa erau devastate de cea de-a cincea pandemie de holeră⁠(d). Deși Robert Koch descoperise Vibrio cholerae în 1883, în cercurile științifice nu exista un consens că aceasta ar fi singura cauză a bolii.
Haffkine și-a concentrat cercetările pe dezvoltarea unui vaccin împotriva holerei și a produs o formă atenuată a bacteriei. Riscându-și propria viață, la 18 iulie 1892 Haffkine a efectuat primul test uman asupra sa și a raportat concluziile sale la 30 iulie Societății lineene. Descoperirea sa a provocat entuziasm în presă, dar nu a fost acceptată pe scară largă de colegii săi – printre care chiar Mecinikov și Pasteur – și nici de instituțiile medicale din Franța, Germania și Rusia.
Haffkine a identificat India, unde epidemia provoca sute de mii de victime, drept cel mai bun loc pentru a desfășura o campanie preliminară de vaccinare. Beneficiind de ajutorul diplomatic al marchizului de Dufferin și Ava, care era ambasador britanic la Paris, Haffkine și-a promovat ideea în Anglia. A plecat în India în 1893 și a înființat un laborator la Byculla în 1896, care a fost mutat ulterior la Parel și a fost numit Institutul Haffkine⁠(d). Către 1902-1903, jumătate de milion de oameni au fost inoculați.

#### „Mica afacere Dreyfus”
În martie 1902 (sau 30 octombrie 1902 conform altei surse), 19 săteni indieni din Mulkowal⁠(d), Punjab au murit de tetanos, în timp ce ceilalți 88 de săteni vaccinați au rămas sănătoși. O comisie de anchetă l-a pus sub acuzare pe Haffkine, care a fost eliberat din funcție și s-a întors în Anglia. Cazul a fost numit informal „Mica afacere Dreyfus”, invocând originea evreiască a lui Haffkine.
Institutul Lister⁠(d) a investigat acuzația și a respins decizia comisiei de anchetă, descoperind că sticluța din care au fost vaccinate cele 19 victime (nr. 53N) fusese contaminată prin acoperirea de către un asistent cu un capac nesterilizat. Procedura de sterilizare la laboratorul Parel a fost schimbată de la tratarea cu acid carbolic la sterilizare prin încălzire, cea din urmă fiind metoda folosită deja timp de doi ani la Institutul Pasteur, dar care încă nu era aplicată pe larg în Imperiul Britanic. Comisia din 1903 a guvernului indian a concluzionat că sticluța nr. 53N a fost într-adevăr contaminată. În iulie 1907, o scrisoare publicată în The Times a numit acuzațiile împotriva lui Haffkine „fără îndoială infirmate”. Aceasta fost semnată de Ronald Ross, William Robert Smith (medic)⁠(d), Simon Flexner⁠(d) și alți medici cu autoritate, contribuind nemijlocit la reabilitarea lui Haffkine.

### Vaccinul împotriva pestei
Spre deosebire de tetanos sau difterie, care au fost neutralizate prin vaccinuri eficiente către anii 1920, aspectele imunologice ale pestei – sau ciumei bubonice – s-au dovedit a fi mult mai serioase. În octombrie 1896, o epidemie de pestă a lovit Bombay și guvernul indian a cerut ajutorul lui Haffkine. El s-a angajat să dezvolte un nou vaccin într-un laborator improvizat pe holurile Colegiului Medical Grant⁠(d). După trei luni de muncă asiduă (unul dintre asistenții săi a suferit o cădere nervoasă, alți doi au renunțat), o formă de vaccin a fost gata pentru teste. El consta într-o cantitate mică de bacterii care produce o reacție a sistemului imunitar. Haffkine l-a testat pe propriul corp la 10 ianuarie 1897. După informarea autorităților, acestea au dispus o testare la scară redusă în rândul deținuților de la închisoarea Byculla. Câțiva voluntari au fost inoculați și au supraviețuit epidemiei, în timp ce șapte deținuți din grupul de control au murit. La fel ca și alte vaccinuri timpurii, formula lui Haffkine putea provoca efecte secundare grave și nu oferea o protecție completă, dar riscul de infecție a fost cu toate acestea redus cu până la 50 la sută.
În ciuda succeselor lui Haffkine, unii oficiali continuau să insiste pe metodele bazate pe asanare: prelucrarea caselor cu var, izolarea persoanelor infectate și suspecte în tabere și spitale și restricționarea călătoriilor.
Haffkine a fost vizitat în Bombay de colegi de-ai săi din Ucraina – medicii Volodîmîr Vîsokovîci⁠(d) și Danîlo Zabolotnîi⁠(d). În timpul focarului de holeră din 1898 din Imperiul Rus, vaccinul numit „лимфа Хавкина” („limfa Havkina” – din rusă „limfa lui Havkin”) a salvat mii de vieți în întregul imperiu.
La începutul secolului al XX-lea, numărul persoanelor vaccinate din India a ajuns la patru milioane, iar Haffkine a fost numit director al Laboratorului Pestei din Bombay (în prezent Institutul Haffkine⁠(d)). În 1900, cercetătorul a primit Premiul Cameron pentru terapeutică al Universității din Edinburgh⁠(d).
Haffkine a fost primul om care a pregătit un vaccin pentru profilaxia umană prin uciderea culturii virulente la temperatura la 60 °C. Un mare neajuns al vaccinului său consta însă în lipsa de eficiență împotriva formelor pulmonare de pestă.

## Ultimii ani

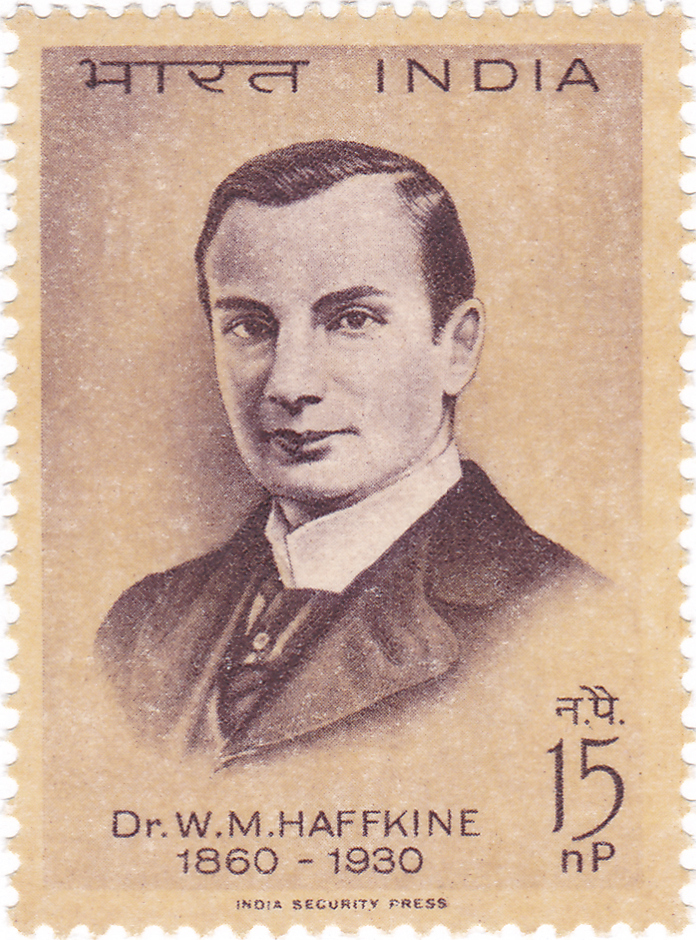
Haffkine pe un timbru din 1964 din India

Haffkine s-a mutat la Calcutta și a lucrat acolo până la pensionarea sa din 1914. S-a întors în Franța și mai târziu s-a mutat la Lausanne, Elveția, unde și-a petrecut ultimii ani ai vieții.
Haffkine a primit numeroase onoruri și premii. A fost decorat cu titlul Companion of the Order of the Indian Empire⁠(d) (CIE) de către Regina Victoria în 1897, cu ocazia Jubileului de Diamant⁠(d) al acesteia. The Jewish Chronicle⁠(d) îl descria ca „un evreu din Ucraina, instruit în școlile de știință europeană, care salvează viețile hinduiștilor⁠(d) și a musulmanilor și este decorat de descendenții lui William Cuceritorul și Alfred cel Mare”. În 1925, Laboratorul Pestei din Bombay a fost redenumit în Institutul Haffkine⁠(d). La centenarul nașterii sale, în Israel a fost inaugurat Parcul Haffkine.

### Adept al iudaismului ortodox
Într-o biografie a lui Haffkine, biochimistul premiat cu Nobel Selman Abraham Waksman a explicat că în ultimii ani Haffkine a devenit un om profund religios. El s-a întors la practica evreiască ortodoxă și a scris A Plea for Orthodoxy („O pledoarie pentru ortodoxie”) în 1916, un articol în care a promovat respectarea cutumelor religioase tradiționale, condamnând evreii „iluminați” care nu o fac, și a subliniat importanța vieții comunitare, declarând:
„O frăție construită din legături rasiale, tradiție îndelungată, suferință, credință și speranță comună este o alianță desăvârșită, diferită de alianțele artificiale în care durata și utilitatea relațiilor dintre membri se bazează pe promisiuni. O astfel de alianță se formează timp de secole și este un motor al binelui; neglijarea ei sau renunțarea la ea aduce umanității o rană la fel de adâncă precum amputarea mâinii sau piciorului... niciuna din legile naturii nu funcționează cu atâta importanță și precizie precum legea supraviețuirii acestor comunități, care tind spre conformitate absolută cu învățăturile evreiești despre relația omului cu Creatorul său, despre alocarea timpului pentru lucru și odihnă, despre formarea familiei și responsabilitățile soțului și soției, părinților și copiilor, despre obligația primordială de a manifesta dreptate și adevăr atât în relațiile cu aproapele, cât și cu străinul care a intrat pe poartă.”—Haffkine (1916)
În 1929, a înființat Fundația Haffkine pentru promovarea educației evreilor din Europa de Est. El a avut respect și pentru alte religii și a considerat promovarea studiului Bibliei ca fiind de o importanță maximă.